# Coullons
Coullons település Franciaországban, Loiret megyében. Lakosainak száma 2251 fő (2022. január 1.). Coullons Argent-sur-Sauldre, Blancafort, Autry-le-Châtel, Cerdon, Poilly-lez-Gien, Saint-Florent és Saint-Gondon községekkel határos.

## Népesség
A település népességének változása:
| Lakosok száma | 2060 | 2046 | 2258 | 2385 | 2483 | 2489 | 2370 | 2294 | 2293 | 2251 |
|               | 1968 | 1982 | 1990 | 2006 | 2013 | 2015 | 2017 | 2019 | 2020 | 2022 |